# 鰭肢

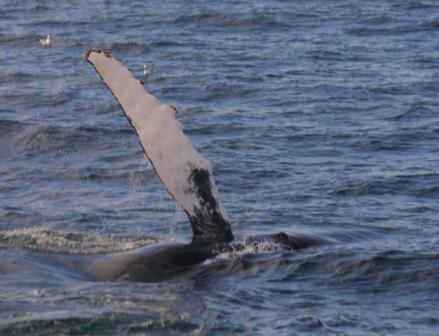
座頭鯨的鰭。

鰭是一種平板狀的肢、尾或其他構造，用於水中或其他液體中的游動，許多不同的生物皆演化出鰭，尤其是大多數的魚類。在哺乳類中則有鯨魚與海獅等動物擁有鰭。其他還有少數的爬蟲類，如海龜；以及鳥類，如企鵝。有時無鰭的物種也會因為發育異常而長出形狀類似於鰭的肢。